# Arundinaria nagashima
Arundinaria nagashima är en gräsart som först beskrevs av Algernon Bertram Freeman Mitford, och fick sitt nu gällande namn av Paul Friedrich August Ascherson och Karl Otto Robert Peter Paul Graebner. Arundinaria nagashima ingår i släktet Arundinaria och familjen gräs. Inga underarter finns listade i Catalogue of Life.